# 피스강

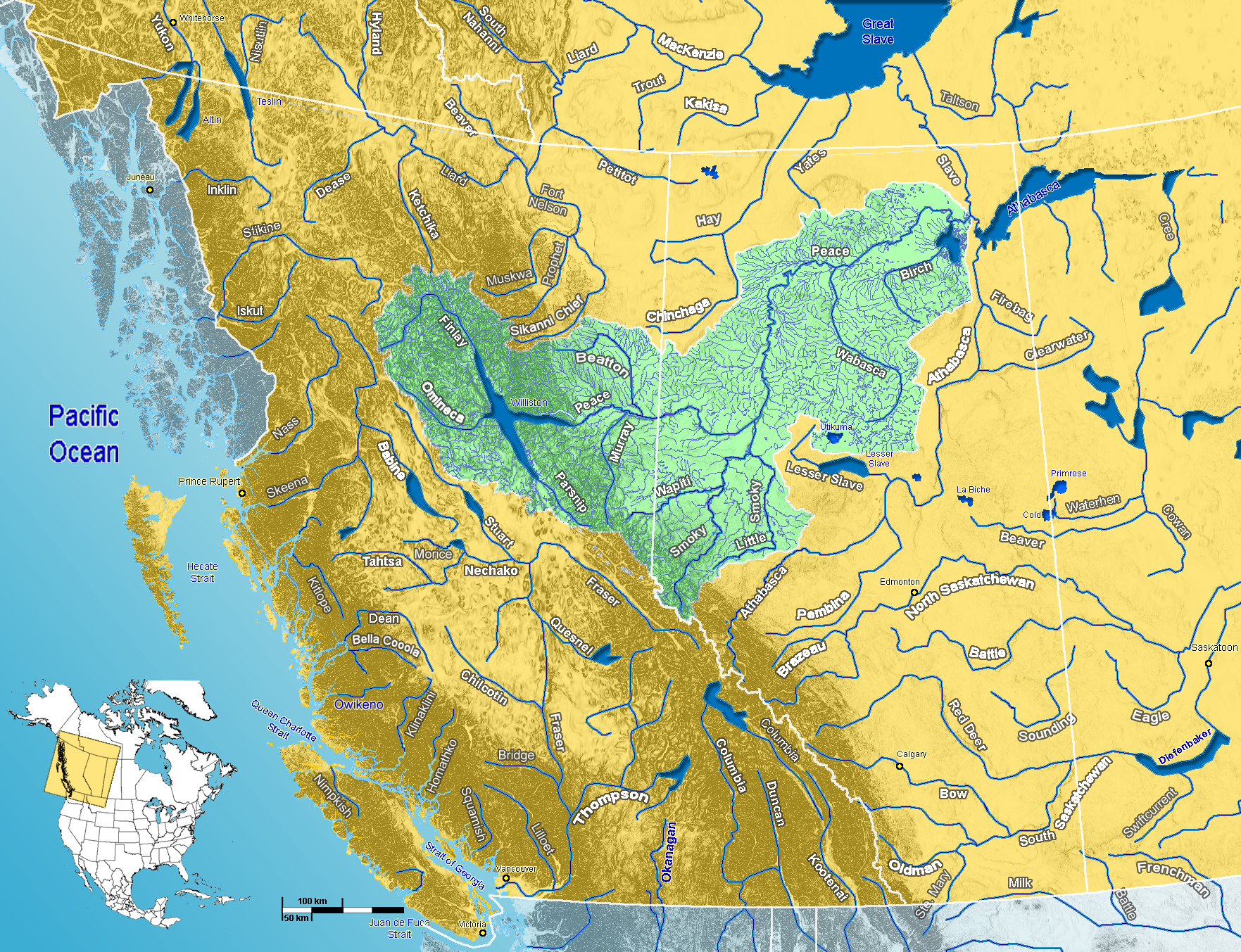
피스강

피스강(영어: Peace River, 프랑스어: Rivière de la Paix)은 캐나다 서부를 흐르는 강이다. 길이는 1,923km. 로키산맥에서 시작하여 동쪽으로 흘러 슬레이브강(Slave River)과 합류한다. 상류에 브리티시컬럼비아주 최대 규모의 저수지인 윌리스터호가 있다.